# سد پانجیاکو
سد پانجیاکو (به لاتین: Panjiakou Dam) یک سد وزنی، نیروگاه برقابی و نیروگاه ذخیره تلمبه‌ای در چین است که در شهرستان شیانشی (هبئی) واقع شده‌است.